# ちびっこものまね紅白歌合戦
『ちびっこものまね紅白歌合戦』（ちびっこものまねこうはくうたがっせん）は、1974年から1984年までNET→テレビ朝日系列で放送された特別番組（視聴者参加型音楽バラエティ番組）である。全18回。

## 概要
日本全国（稀に外国）から参加した一般の子供が男女別に分かれ、『NHK紅白歌合戦』（以降『NHK版』と略記）形式で歌まねを披露する番組。合間には子供による踊りやコントなどの応援パフォーマンスや、「応援歌手」による持ち歌披露、そしてテレビ朝日番組（主に子供向け）の人気キャラクターが応援役で出演するという趣向もある。
渡辺プロ番組『ビッグスペシャル』（以降『BSP』）の一企画としてスタート、この後NHK版と同じ年末特番や、春夏の特番として放送するが、1977年限りで春大会は廃止、翌1978年限りで夏大会も廃止して、冬大会1回だけの開催となる。また放送枠は、1975年までは『BSP』などを放送したテレビ朝日月曜20時台渡辺プロ制作枠を拡大するかたちで、月曜日に放送していたが、1976年4月より『水曜スペシャル』（以降『水SP』）開始に伴い、春夏大会を『水SP』に移動、冬大会は引き続き月曜で放送した。その後1979年より冬大会に統一後は春夏大会の廃止、および同年4月よりテレ朝月曜20時台渡辺プロ制作枠が廃止されたため、冬大会を『水SP』に移動して継続した。

## 放送リスト
| 回 | 放送日         | 放送時間（JST）   | 放送枠   | 備考                                                   |
| -- | -------------- | ----------------- | -------- | ------------------------------------------------------ |
| 1  | 1974年3月18日  | 月曜20:00 - 20:55 | BSP      | 『BSP』の企画として放送。唯一の1時間                   |
| 2  | 1974年12月30日 | 月曜19:00 - 20:55 | （なし） | 初の冬大会。近畿広域圏のネットはここまで毎日放送       |
| 3  | 1975年7月28日  | 月曜19:30 - 20:55 | （なし） | 初の夏大会。近畿広域圏のネットはここから朝日放送       |
| 4  | 1975年12月29日 | 月曜19:30 - 20:54 | （なし） |                                                        |
| 5  | 1976年4月28日  | 水曜19:30 - 20:51 | 水SP     | 初の『水SP』放送                                       |
| 6  | 1976年7月28日  | 水曜19:30 - 20:51 | 水SP     |                                                        |
| 7  | 1976年12月27日 | 月曜19:00 - 20:54 | （なし） |                                                        |
| 8  | 1977年4月13日  | 水曜19:30 - 20:51 | 水SP     | 最後の春大会                                           |
| 9  | 1977年8月3日   | 水曜19:30 - 20:51 | 水SP     |                                                        |
| 10 | 1977年12月26日 | 月曜19:00 - 20:54 | （なし） |                                                        |
| 11 | 1978年8月23日  | 水曜19:30 - 20:51 | 水SP     | 最後の夏大会                                           |
| 12 | 1978年12月25日 | 月曜19:00 - 20:54 | （なし） | 最後の月曜放送                                         |
| 13 | 1979年11月28日 | 水曜19:30 - 20:51 | 水SP     | ここから年1回&『水SP』での放送。冬大会で11月放送は唯一 |
| 14 | 1980年12月17日 | 水曜19:30 - 20:51 | 水SP     |                                                        |
| 15 | 1981年12月16日 | 水曜19:30 - 20:51 | 水SP     |                                                        |
| 16 | 1982年12月15日 | 水曜19:30 - 20:51 | 水SP     |                                                        |
| 17 | 1983年12月14日 | 水曜19:30 - 20:51 | 水SP     |                                                        |
| 18 | 1984年12月12日 | 水曜19:30 - 20:51 | 水SP     |                                                        |

## 出演者

### 総合司会
- 土居まさる（1974年）
- 玉置宏（1975年以降）

※1974年冬大会は、月曜19:30のに土居司会の『ほんものは誰だ!』（日本テレビ）が存在するため、土居は20時以降の「第2部」を担当、第1部は紅組キャプテンの児島美ゆきとエバが兼任した。

### 紅組キャプテン
- 児島美ゆき
- エバ
- 海原千里・万里
- 研ナオコ
- 黒沢洋子
- 安西マリア
- 林寛子
- 明石直子
- 鶴間エリ - 「バックアップ軍団」が応援に来た時は、同軍団長「ミスベンジャミン」として二役出演。
- チェリッシュ - 姉妹番組『全日本選抜ちびっこものまね歌合戦!』の司会者。
- 山田邦子
- 高見知佳
- 石野真子

ほか

### 白組キャプテン
- あのねのね
- 車だん吉
- 青空球児・好児
- 宮内恒雄
- みのもんた
- 小松政夫
- 片岡鶴太郎
- 古舘伊知郎（当時：テレビ朝日アナウンサー）
- レオナルド熊

ほか

### ゲスト審査員
審査員は「歌謡界」・「テレビ朝日上層部」・「俳優または女優」・「スポーツ選手」で構成している。
- 服部良一（初代審査委員長）
- 中島力（2代目審査委員長。当時：テレビ朝日制作局長）
- 奈良井仁一（当時：テレビ朝日制作局次長） - 副委員長的な存在で、「優勝旗返還」や「優勝旗授与」の場面で出るのが多い。
- 石森章太郎（後の石ノ森章太郎）
- 南田洋子
- 萩本欽一
- 柴田勲（当時：読売ジャイアンツ外野手）
- ザ・ドリフターズ（特別審査員）
- 尾崎将司
- 日色ともゑ
- ジェリー藤尾・藤尾友子 - 白組キャプテンも担当した。
- 近江俊郎
- 村田英雄（特別審査員）

ほか

### 応援歌手
- 天地真理
- 南沙織
- 森進一
- 水前寺清子
- フィンガー5
- ずうとるび
- キャンディーズ
- 細川たかし
- 小柳ルミ子 - 紅組キャプテンも担当。
- 岡田奈々
- 森田つぐみ
- あいざき進也
- ピンク・レディー
- 大場久美子
- 渡真介
- 堀江美都子
- 石川ひとみ
- 田原俊彦
- 河合奈保子
- シブがき隊
- 岩崎宏美

ほか

### 応援キャラクター
- コンドールマン（『正義のシンボル コンドールマン』より）
- デンセンマン（『みごろ!たべごろ!笑いごろ!』より。声：堀勝之祐） - 出場した子供や、子供が扮した「電線軍団」と共に、『電線音頭』を歌って踊る。後年1992年放送のNHK版「第43回」にも応援出演、2つの紅白に出演となった。
- ジルディ・マンボツイスト・バンプ（同上）
- バックアップ軍団（同上）
- ガンちゃん（『ロボット110番』より。声：野沢雅子）
- ケイくん（同上。声：小原乃梨子）
- 小森チックル（『魔女っ子チックル』より。声：吉田理保子）
- ドラえもん（『ドラえもん』より。声：大山のぶ代）
- 初代・桜間長太郎（『俺はあばれはっちゃく』より。演：吉田友紀）
- スパンク（『おはよう!スパンク』より。声：つかせのりこ）
- ガンダム（『機動戦士ガンダム』より）
- 科学戦隊ダイナマン（『科学戦隊ダイナマン』より）
- 超電子バイオマン（『超電子バイオマン』より）
- ゴジラ（『ゴジラ』(1984年版)より）

ほか

### 「オペレータールーム」レポーター
「オペレータールーム」とは、本戦が終了後に審査員が審査をするための別室。
- ありま双兵
- 秋山武史

### 演奏
- スマイリー小原とスカイライナーズ（紅組）
- 豊岡豊とスゥィングフェイス（白組）

### 踊り
- スクールメイツ
- スクールメイツブラザーズ

## 番組の流れ

### オープニング
1. 真っ暗なステージの中、バンドのファンファーレと同時に赤と青（白組をイメージ）のライトが回り、ステージのライトが点灯、総合司会がタイトルコールをすると、テーマ曲と共に会場後ろ側から両軍が「プラカード旗手」「キャプテン」「出場子供」（担当歌手のプラカードを持つ）の順番で入場し、ステージに上がる。
2. 総合司会が入場すると、まず前回優勝したチームのキャプテン代表が、『見よ勇者は帰る』（作曲：ゲオルク・フリードリヒ・ヘンデル）と共に優勝旗を審査員に返還、その後は両軍キャプテンによる選手宣誓となる。宣誓文はNHK版と似ており、（紅白）「宣誓!!」（紅）「私たちはアーティスト精神とちびっこものまねシップに則って」（白）「敵をノックアウトするまで正々堂々と戦う事を誓います!!」（紅）「紅組代表○○!!」（白）「白組代表○○!!」となる。
3. 次はゲスト審査員の紹介で、ステージや画面右に映っている審査員から一人ずつ紹介、まず総合司会が「○○さんです」と紹介すると、バンド演奏による「ジャーン!」の直後に審査員が一言挨拶、これを繰り返して、最後の審査委員長紹介が終わると、バンドによるファンファーレが鳴って終わる（「ジャーン」と挨拶が入れ替わる時期もあり）。
4. そして観客から選ばれた「一般審査員」（100名）と、「『オペレータールーム』レポーター」を紹介（「場内応援」を紹介する時もあり）して終わり。

### 対戦
1. まず先行側の子供が歌い、続いて後攻側の子供が歌う。なお先攻後攻決めはNHK版同様、予め抽選で決めておく。
2. 2・3戦終わったら一旦中断し、まず両軍の担当バンドを紹介、続いて両軍の応援パフォーマンスや、応援歌手による持ち歌の披露となる。その後対戦を再開する。
3. 前半が終わったら、「中間発表」として現在までの得点を発表、その後は攻守交代となる。そして前半同様の展開となるが、テレ朝人気キャラクターの応援出場はこの時が多い。また「トリ」の時はNHK版同様、全出場者がトリの周りに集まって応援役となる。
4. 全ての対戦が終わったら、審査員はレポーターに連れられてオペレータールームに移動し、審査を始める。その間には応援歌手の持ち歌披露となる。

### エンディング
1. 全員がステージに集まったところで、ドラムロールと共に、審査委員長が優勝チームを口頭で発表、『見よ勇者は帰る』と共に優勝チームキャプテンには、審査員から優勝旗と大型トロフィー、一方の負けチームキャプテンには中型トロフィーがそれぞれ贈られる。
2. 審査委員長による寸評が述べられた後、全員で歌を歌って終りになる。なお時期によっては、「病気や交通事故に気をつけよう」・「お父さんやお母さんの言う事を聞こう」などといった、スタッフによるメッセージボードが映される時がある。

## 番組テーマ曲
- オープニングはNHK版でも入場の際に使用されたドイツ民謡『ステイン・ソング』。
- エンディングは、前期までは放送時期に合う童謡（例：夏大会では『われは海の子』）を歌っていたが、後期からは番組オリジナルソング『まねまね音頭』を使用、1パートと3パートは普通の音頭だが、2パートには子供の歌まねで『情熱の嵐』（西城秀樹）や『ひと夏の経験』（山口百恵）などの曲が挿入されているという珍曲。

## 収録場所
主に東京都の公会堂を使用しての公開番組で、次の場所で収録が行われた。
- 中野サンプラザ（1974年）
- 郵便貯金ホール（後のメルパルク東京）（1975年夏・1976年冬）
- 渋谷公会堂（1976年冬。後述の『NTV紅白歌のベストテン』の会場でもある）
- 荒川区民会館（1977年全て・1978年夏）
- 調布市グリーンホール（1978年冬）
- 日本青年館（1979年）
- 戸田市文化会館（1981年。珍しい東京以外の公会堂）

ほか

## エピソード
- 冬大会が月曜日時代だった時期では、日本テレビ月曜20:00の『紅白歌のベストテン』の年末企画「あなたが選ぶ紅白歌合戦」が放送、2局で紅白ものが放送されていた[1]。

## スタッフ
第10回（1977年冬大会）
- 監修：塚田茂
- 構成：松岡孝
- 音楽：東海林修
- 技術：柳原茂
- カメラ：近藤弘志
- 音声：沖田良一
- 照明：五十嵐和昭
- カラー調整：柳田正憲
- 音響効果：新井和治
- 美術進行：佐藤隆男
- 美術デザイン：梢健児
- 制作担当：ダニーすがの、小松健容
- ディレクター：中村延義
- 制作協力：東通
- 演出：皇達也
- プロデューサー：増田道夫（渡辺プロダクション）
- 企画制作：渡辺プロダクション